# 太子喜
太子喜（?—?），中国春秋时期晋国晋烈公之太子。
烈公十三年（前403年）三家分晋：魏国、韩国、赵国被周天子承认为诸侯国，魏国控制晋国。烈公二十四年（前392年），太子喜出奔外国；烈公死后，太子喜的弟弟即位为晋孝公（晋桓公）。